# Наголос в українській мові
В українській мові склади слова можуть вимовлятися з більшою силою та довготою, ніж інші. Це явище називається на́голос.

## Наголос в українській мові
Наголос у словах української мови є властивістю частини слова — складу. Наголос вказує на склад, який виділяється під час вимови слова. Не всі слова в українській мові мають наголос. Не мають наголосу односкладові службові слова.
Звук і склад, на які падає наголос, називаються наголошеними, а всі інші голосні звуки й склади в слові — ненаголошеними.
Наголос вказує на склад, який виділяється під час вимови слова.
За допомогою наголосу часто розрізняють лексичне значення та граматичні форми слів: за́мок — замо́к, при́клад — прикла́д, батькі́в — ба́тьків, се́стри — сестри́.
Наголос в українській мові — вільний і постійний
- Вільний — означає, що у різних словах він може припадати на різні склади. Наприклад, а́збука, абе́тка, алфа́ві́т.[3] Вільний наголос буває таким:
  - рухомим (залежно від того, чи зберігається наголошений склад в різних формах одного й того ж слова; наприклад, може змінювати своє місце в різних формах слова: село́ — сі́л, по́ле — поля́, сторі́нка — сторінки́);
  - нерухомим (залежно від того, чи зберігається наголошений склад в різних формах одного й того ж слова);

- Постійний (у всіх формах слова припадає на той самий склад: фа́брика, фа́брику, фа́брикам).

## Основні принципи наголошування різних частин мови

### Основні принципи наголошування іменників
1. У більшості випадків іменники множини мають наголос на закінченні, наприклад: загадки́, огірки́.
2. У більшості іменників жіночого роду із суфіксом -к при утворенні множини наголос переходить у закінчення, наприклад: тарі́лка — тарілки́, кни́жка — книжки́, але: сусі́дка — сусі́дки.
3. Іменники, що утворилися від дієслів, мають більше ніж два склади та закінчуються на -ання, частіше всього мають наголошений суфікс, наприклад: чита́ння, завда́ння, але: бі́гання, не́хтування.
4. В іншомовних словах, що позначають міри довжин, зазвичай наголос падає на -метр, наприклад: сантиме́тр, міліме́тр, дециме́тр, але в назвах пристроїв — по-інакшому: термо́метр, баро́метр.

### Основні принципи наголошування прикметників
1. Суфікс прикметників -еньк-, що позначає пестливість, завжди є наголошеним, наприклад: мале́нький, чорне́нький, гарне́нький.
2. У більшості випадків, коли прикметник має два склади, наголос падає на другий склад (тобто на закінчення), наприклад: дзвінки́й, нови́й, тонки́й, котри́й.

### Основні принципи наголошування дієслів
1. Правила наголошування дієслова «бу́ти» такі: в теперішньому часі — бу́ти, бу́демо, проте в минулому часі: була́, було́, були́.
2. Багато дієслів мають наголос на останньому складі, наприклад: нести́, везти́, мести́.
3. Дієслова із закінченнями -емо, -имо, -ете, -ите мають наголос на останній літері, наприклад: веземо́, ідемо́, підете́, але: бу́демо, гурко́чемо, зали́шите.
4. Інфінітив -ти: навести́, віднести́.

### Основні принципи наголошування числівників
1. У числівниках, що закінчуються на –десят, наголос припадає на останній склад, наприклад: п'ятдеся́т, сімдеся́т.
2. У числівниках, що закінчуються на –адцять, наголошений передостанній склад, наприклад: двана́дцять, вісімна́дцять.[2]

## Слова з подвійним наголосом
Деякі слова мають подвійний наголос, наприклад:
- ба́йдуже — байду́же
- допові́дач — доповіда́ч
- ма́буть — мабу́ть
- та́кож — тако́ж
- пе́рвісний — перві́сний
- по́милка — поми́лка

## Проблемні випадки наголошування[2]
Деякі слова є винятками з правил:
- асиметрі́я
- боро́давка
- бюлете́нь
- вимо́га
- вимо́ва
- ви́падок
- вітчи́м
- граблі́
- гороши́на
- гро́шей
- ді́тьми
- дові́дник
- дочка́ (але до́нька)
- заіржа́віти
- зубо́жіти
- катало́г
- кварта́л
- кропива́
- ма́ркетинг
- нена́видіти (нена́висть, нена́висний)
- одноразо́вий
- о́лень
- пере́пис
- псевдоні́м
- ра́зом
- сере́дина
- спи́на
- фарту́х
- фено́мен
- цеме́нт
- це́нтнер